# Kyskhetsträd
Kyskhetsträd (Vitex agnus-castus) är en kransblommig växtart som beskrevs av Carl von Linné. Vitex agnus-castus ingår i släktet Vitex och familjen kransblommiga växter. 
Kallas även för munkpeppar och används bl.a. för behandling av brunstiga ston.  Har även använts för att behandla premenstruella spänningar.

## Underarter
Arten delas in i följande underarter:
- V. a. agnus-castus
- V. a. caerulea

## Bildgalleri

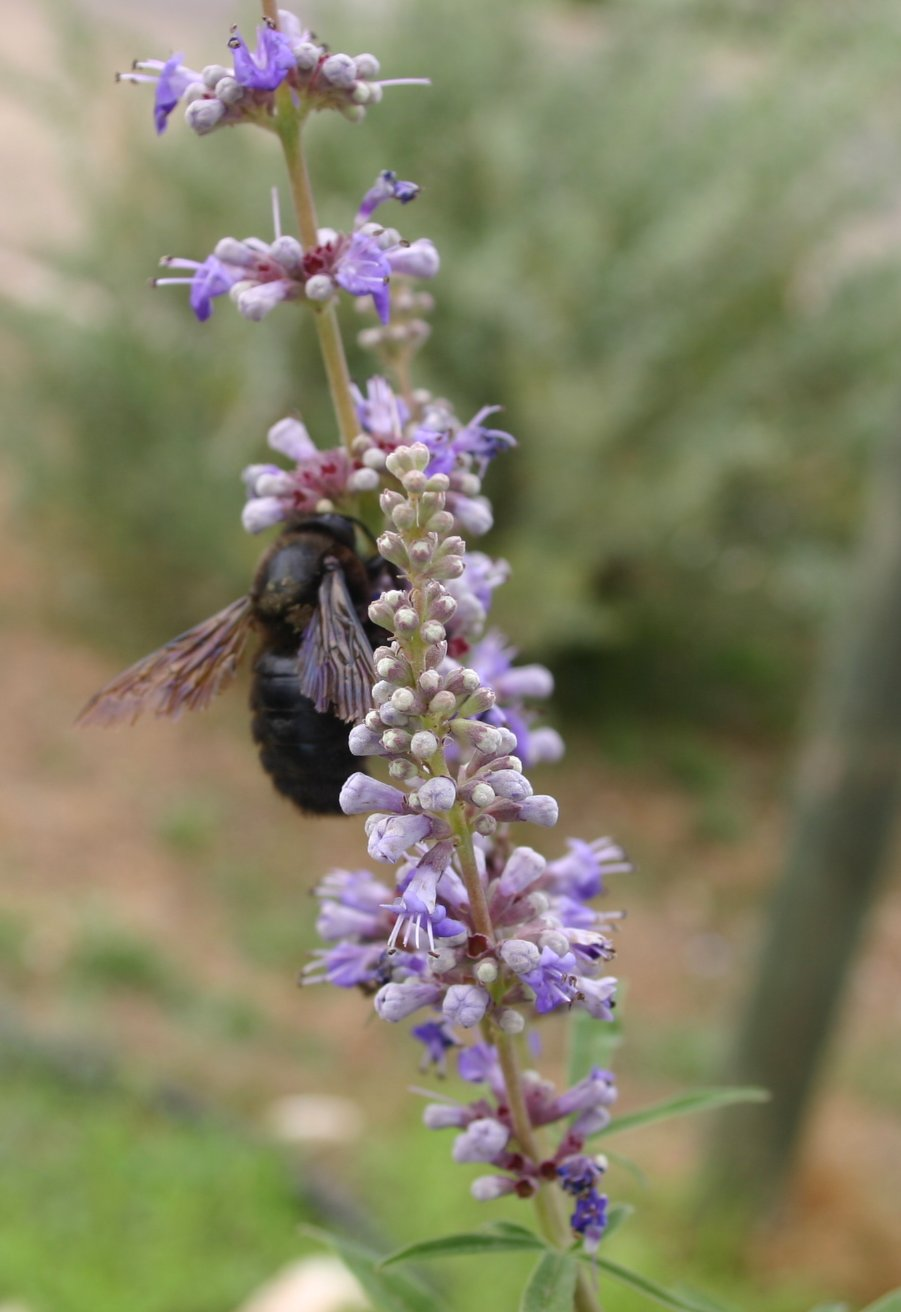